# Jamkhandi, Bhalki
Jamkhandi là một làng thuộc tehsil Bhalki, huyện Bidar, bang Karnataka, Ấn Độ.